# Camp de Brunswick-Vechelde
 (octobre 2024).
Si vous disposez d'ouvrages ou d'articles de référence ou si vous connaissez des sites web de qualité traitant du thème abordé ici, merci de compléter l'article en donnant les références utiles à sa vérifiabilité et en les liant à la section « Notes et références ».
Le camp de Brunswick-Vechelde est une unité de travail forcé dépendant du camp de concentration de Neuengamme, dont les détenus sont mis à la disposition de l'entreprise Büssing pour la fabrication d'essieux de camions.

## Création
Entre septembre et novembre 1944, trois convois totalisant environ 1 200 détenus, que l'administration SS de Neuengamme est allé sélectionner à Auschwitz pour le travail forcé, arrivent à Brunswick.
Un petit contingent de Juifs hongrois et une majorité de Juifs polonais survivants du ghetto de Litzmannstadt (Łódź), soient quatre cents personnes, sont transférés à Vechelde, à une dizaine de kilomètres à l'ouest de Brunswick, dans une ancienne filature de jute où l'entreprise Büssing a installé, pour échapper aux bombardements alliés, ses chaines d'assemblage.
Les détenus sont logés pour certains dans les ateliers, pour d'autres dans deux hangars. Les conditions de vie sont précaires et la nourriture manque,.
Dans son livre Une brève halte après Auschwitz, Göran Rosenberg documente le passage de son père à Vechelde et le va-et-vient du camion qui, chaque lundi, venant du camp de Brunswick-Schillstrasse apporte à Vechelde les pièces à assembler, ainsi que les cadavres des déportés morts dans la semaine, puis continue sa route, après avoir chargé les morts de Vechelde, vers le camp de Watenstedt où ils sont ensevelis, pour revenir une fois cette besogne accomplie, décharger la nourriture de la semaine venant de Watenstedt.
Selon Rosenberg, à la fin de 1944, le camp de la Schillstrasse évacue ainsi huit à dix morts par semaine. Pendant le mois de janvier 1945, ce sont 400 à 500 cadavres qu'il faut transporter vers Watenstedt, via Vechelde. À côté de cette mortalité galopante, celle de Vechelde, difficile à chiffrer, semble plus contenue.

## Travail forcé
Les déportés assemblent des essieux arrière de camions pour l’entreprise Büssing-NAG.

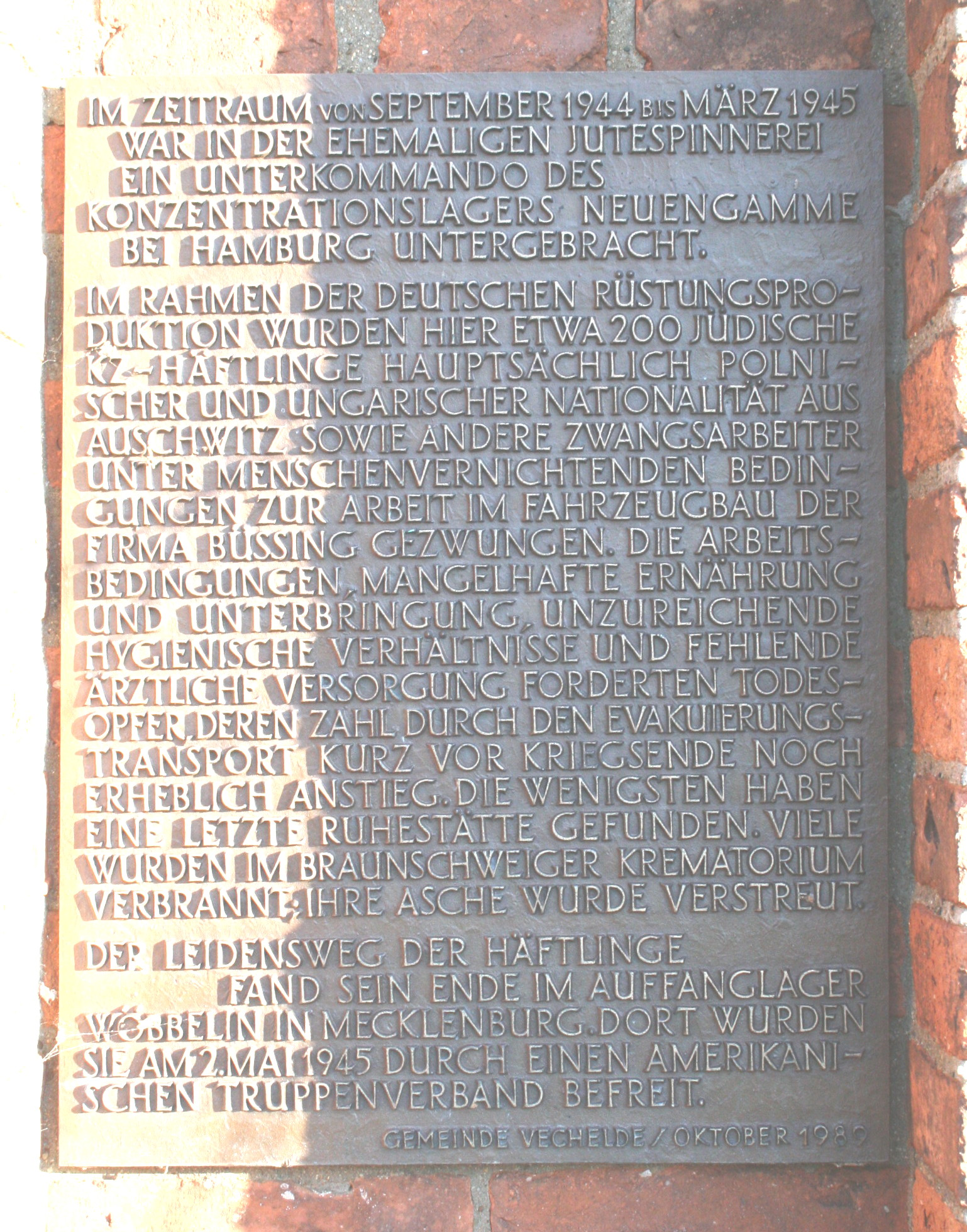
Plaque commémorative sur le site du camp.

Le responsable du camp est Heinrich Sebrandke.

## Évacuation
Fin mars 1945, en raison des bombardements alliés, la SS évacue le camp.
Les détenus entament alors, en train, un périple ponctué d'étapes passant par les camps de Brunswick-Schillstrasse, Salzgitter-Watenstedt, puis, via Berlin, Ravensbrück et enfin Wöbbelin, où, le 2 mai 1945, les survivants sont libérés par les troupes américaines. Lors d'un arrêt en gare de Uchtspringe, le convoi décharge 66 cadavres de déportés qui n'ont pas survécu au transport.

## Mémorial
En 1989, une plaque commémorative a été apposée à l'entrée de l’ancienne filature de jute.

« Entre septembre 1944 et mars 1945, l'ancienne filature de jute fut un Unterkommando du camp de concentration de Neuengamme, près de Hambourg. Dans le cadre de l'effort de guerre allemand, environ deux cents détenus juifs venus du camp de concentration d'Auschwitz, principalement de nationalité polonaise ou hongroise, furent contraints de travailler dans des conditions d'extermination pour le compte de la firme de construction automobile Büssing.
Texte de la plaque apposée à l'entrée de l'ancienne filature de jute. »